# Arkadiopoliszi csata (970)
Az arkadiopoliszi csatában, 970-ben a Bizánci Birodalom döntő győzelmet aratott a kalandozó magyarokat, besenyőket, dunai bolgárokat és kijevi csapatokat magába foglaló, I. Szvjatoszláv kijevi nagyfejedelem vezetése alatt álló szövetség felett. A vereség végleg lezárta a magyar kalandozó hadjáratok sorát.

## Előzmények
967-ben II. Niképhorosz bizánci császár levelet írt I. Péter bolgár cárnak, hogy ne engedje átkelni a magyarokat a Dunán. Ő azonban vonakodott ezt teljesíteni, mivel a Bizánc elleni magyar kalandozó hadjáratok elősegítették a bolgár függetlenség fenntartását is. Ezért a császár szövetséget kötött a kijevi nagyfejedelemmel. Szvjatoszláv a szövetség értelmében hadjáratot indított a dunai bolgárok ellen 970-ben, azonban váratlanul megegyezett velük, valamint a magyarokkal és a besenyőkkel, s egy nagy egyesített sereg élén átkelt a Balkán-hegységen. A sereg felégette Trákiát és Arkadiopoliszig hatolt, ahol megütközött a bizánci sereggel.

## A csata
A csata leírását Ióannész Szkülitzész krónikája őrizte meg. A bizánci sereg főparancsnoka, Bardasz Szklerosz a sztyeppei népek módszerét alkalmazta a szövetség elővédjét alkotó besenyők ellen. A bizánciak egy része hadrendjét megtartva menekülést színlelt, mire a besenyők üldözni kezdték őket, de közben hadrendjük felbomlott. Ekkor a bizánciak megfordultak, oldalról pedig az elrejtőzött bizánci csapatok támadtak a besenyőkre, akiket teljesen szétvertek.
Az orosz–bolgár–magyar sereg ezután megtámadta a bizánciakat, de végül vereséget szenvedett. A krónika valószínűleg eltúlozza a szövetségi, s lekicsinyíti a bizánci veszteségeket, de a részben gyalogos bolgárok, valamint az oroszok vesztesége valószínűleg nagy lehetett, míg a könnyűlovas magyarok valószínűleg kisebb veszteséggel, de zsákmányuk elvesztésével tudtak elmenekülni.
A hazatérő Szvjatoszlávot Kurja besenyő vezér vitézeivel levágatta, és koponyájából ivókupát készíttetett magának.

## A csata hatása
Ez a vereség végleg lezárta a magyar kalandozó hadjáratok sorát.
971-ben Tzimiszkész János bizánci császár elfoglalta Bulgáriát, II. Borisz bolgár cárt foglyul ejtette, az önálló bolgár patriarkátust pedig megszüntette, beolvasztva azt a konstantinápolyiba. Géza herceg – hamarosan magyar fejedelem – számára ekkor már világos volt, hogy a bizánci orientáció, a görög rítusú kereszténység felvétele Magyarország számára nem járható út.